# Point Pleasant Beach
Ne doit pas être confondu avec Point Pleasant (New Jersey).
Point Pleasant Beach est un borough du comté d'Ocean au New Jersey, aux États-Unis.
Lors du recensement de 2010, sa population est de 4 665 habitants. La municipalité s'étend sur 1,74 milles carrés (4,51 km2), dont 0,32 milles carrés (0,83 km2) d'étendues d'eau.
La ville devient une municipalité indépendante de Brick Township en mai 1886. Elle doit son nom à un lieu séparant l'Océan Atlantique et le Manasquan Inlet (en).